# Голицын, Пётр Алексеевич (1660)
Пётр Алексе́евич Голи́цын (1660 — 1722, Киев) — русский государственный деятель петровского царствования; резидент в Вене, сенатор, архангелогородский, рижский, киевский губернатор, президент Коммерц-коллегии, кавалер ордена Андрея Первозванного.

## Биография
Происходил из княжеского рода Голицыных. Родился в 1660 году в семье боярина Алексея Андреевича Голицына (тобольский и киевский воевода) и княжны Ирины Фёдоровны Хилковой.
23 февраля 1684 года пожалован в комнатные стольники. В 1697 году подвергнут розыску по делу Циклера. В 1698 году послан обучаться мореходному искусству в Венецию.
4 января 1701 года направлен в Вену в должности министра с заданием договориться с императором Священной Римской империи о посредничестве между Россией и Швецией, однако безуспешно, так как после поражения под Нарвой доносил, что «…войскам нашим и управлению войсковому только смеются». Во время пребывания в Вене вёл переговоры с папским нунцием. С целью привлечения папы на сторону России говорил о готовности Петра I перейти в католичество и установить союз между православной и католическими церквями. Результатом переговоров стало разрешение публично отправлять в России римское богослужение и на пропуск католических миссионеров в Китай. В 1706 году вернулся в Россию.
В 1708 году назначен первым архангелогородским губернатором. 14 июня 1710 года награждён орденом Андрея Первозванного. 22 февраля 1711 года освобождён от должности губернатора и назначен сенатором. 16 января 1712 года назначен обер-комендантом московского гарнизона.
24 апреля 1713 года назначен рижским губернатором. Известно, что Пётр I не всегда был доволен им на этой должности и однажды нашёл его ответ написанным «зело тупо и нерадетельно». В 1718 году подписал смертный приговор цесаревичу Алексею Петровичу, несмотря на то, что поддерживал его взгляды.
Руководил Коммерц-коллегией. 9 апреля 1719 года назначен киевским губернатором. Умер в 1722 году в Киеве.

## Семья
Брат: Голицын, Борис Алексеевич — воспитатель Петра I.
Был женат трижды:
- на княжне Анастасии Ивановне Воротынской (ум. 1691), последней в роду Воротынских, троюродной сестре Петра I.
- на Дарье Лукинишне Ляпуновой (ум. 1715)
- на графине Елизавете Ивановне Мусиной-Пушкиной, внучатой племяннице патриарха Иоакима.